# Ван Дорн, Сандер
Сандер Кетелаарс (нидерл. Sander Ketelaars, род. 28 февраля 1979 года , Эйндховен, Нидерланды), наиболее известный как Сандер ван Дорн (нидерл. Sander van Doorn) — нидерландский диджей и музыкальный продюсер, играющий в жанре прогрессив-хаус. В 2006 году дебютировал на 32 строчке рейтинга популярного журнала DJ Mag.

## Биография
Сандер Кетеларс родился в Эйндховене, Нидерландах в 1979 году. Первый подход к музыке Сандер сделал в возрасте 17 лет, когда он начал учиться играть на синтезаторе, который подарили ему родители. Тогда Сандер увлёкся габбер и хардкор музыкой. Однако в 18 лет он попал в клуб De Danssalon, где резидентом был известный диджей и продюсер Marco V. Там Сандер познакомился с такой музыкой как хаус и техно которая покорила его сердце. С тех пор Сандер под разными псевдонимами (Sam Sharp, Purple Haze, Sandler) начал выпускать релизы. Настоящий успех пришёл когда Сандер начал выпускать релизы под псевдоним Sander van Doorn и сконцентрировался на транс-музыке. Его ремикс на трек Армина ван Бюрена «Control Freak» был быстро подхвачен диджеями и Сандер начал получать получать поддержку от таких тяжеловесов как Тиесто, Карл Кокс и Армин ван Бюрен. В 2006 году Сандер дебютирует в известном радиошоу «Essential Mix» на BBC Radio 1, затем Сандер стал резидентом вечеринок на Ивисе, а позже успешно выступает на голландском фестивале «Dance Valley». В том же году Сандер получает премию «Future Hero» от популярного издания Mixmag, попадает в рейтинг журнала DJ Magazine и получает ещё одну премию «Best New Producer» на «Trance Awards».
В 2007 году Сандер начал выступать на крупных фестивалях электронной музыки, таких как Global Gathering, Sensation и Trance Energy. Затем он выпускает несколько довольно успешных ремиксов: The Killers — Spaceman, Sia — The Girl You Lost to Cocaine, Robbie Williams — Close My Eyes и Depeche Mode — Peace. В сентябре того же года, при поддержке Spinnin' Records Сандер запускает свой собственный лейбл «Doorn Records». Первой работой, которая вышла на этом лейбле стал его хит «Riff».
В 2008 году Сандер выпускает свой дебютный альбом «Supernaturalistic», а затем в Майами на ежегодной музыкальной конференции он был признан «Прорывом года», опередив таких серьёзных конкурентов, как Deadmau5 и Axwell, а его работа «Riff» была номинирована в категории «Лучший андерграундный трек». В сентябре статус «Прорыв года» был так же получен на Ивисе — на этот раз в рамках DJ Awards. А спустя месяц Ван Дорн поднялся на 13 строчку в рейтинге журнала DJ Magazine.
В 2009 году Сандер записывается компиляцию под названием The Doorn Identity, которая официально не издавалась, а шла в комплекте 477 выпуска журнала DJ Magazine. Так же, в этом же году, Сандер вошёл в топ 10 лучших диджеев мира по версии этого же журнала.
В 2010-м Сандер заключил контракт со спутниковой радиостанцией 38, Electric Area на трансляцию своего шоу под названием Identity. В этом же году Сандер становится автором гимна легендарного фестиваля Trance Energy, а позже и автором компиляции, приуроченной к этому фестивалю. Так же в 2010 году Сандер выпустил компиляцию под названием «Dusk Till Doorn», а чуть позже серию вечеринок, с которой он объездил почти полмира. Летом того же года Сандер становится резидентом легендарного клуба Amnesia на Ивисе. Треки, выпущенные за тот год: «Renegade», «Daisy», «Reach Out», «Hymn 2.0» and «Daddyrock» попадали в топ 10 Beatport на регулярной основе.
В феврале 2011 года вышел трек Love is Darkness, записанный совместно с Carol Lee, который стал первым синглом с альбома Eleve11. Трек быстро поднялся на высокие строчки в чартах, занят почетное место в сетах многих известных диджеев, а видеоклип на Youtube на данный момент набрал 6,6 миллионов просмотров.
Вторым синглом с альбома стал трек Koko, который стал настоящим хитом на фестивалях. В 2011 году диджеи абсолютно различных жанров играли этот трек почти во всех своих сетах, причем не только оригинал, но и всевозможные ремиксы и мэшапы. Третьим синглом с альбома стал трек под алиасом Purple Haze — Timezone. Это первый вокальный трек Сандера под алиасом Purple Haze. Трек довольно долгое время занимал высокие позиции в чарте Beatport. Четвёртым синглом, вышедшим непосредственно перед альбомом, стал реворк на песню Sia Drink to Get Drunk.
19 сентября 2011 года вышел второй студийный альбом Сандера — Eleve11. Альбом вышел в трех версиях: iTunes версия, включавшая в себя бонус-трек «Kitten», стандартная версия, в которой было 12 треков и «спрятанный трек», который начинался на 13-й минуте, после паузы в несколько минут, 12 трека, и Beatport версия, включающая в себя Extended-версии треков.
Трек «Nothing Inside», выпущенный в 2012 совместно с вокалисткой Mayaeni, несколько недель был номером 1 в чарте онлайн магазина Beatport.

## Дискография

### Студийные альбомы
- «Supernaturalistic» (2008)
- «Eleve11» (2011)
- «SPECTRVM» (2017) (as Purple Haze)

### DJ Миксы
- 2006 Dance Valley Festival 2006
- 2006 I-D Digital Mix
- 2007 Fast And Furious
- 2008 DJ Mag Bulgaria & Yalta Club Presents: Sander van Doorn
- 2009 Cream Ibiza
- 2009 The Doorn Identity
- 2010 Trance Energy 2010
- 2010 Dusk Till Doorn 2010
- 2011 The Gallery: 15 Years
- 2011 Dusk Till Doorn 2011
- 2012 Headliners

### Синглы и EP
- 2004 Twister (RR, as Sam Sharp)
- 2004 Loaded (Oxygen)
- 2004 Punk’d (Oxygen)
- 2004 Dark Roast (Oxygen)
- 2004 Deep / In-Deep (Reset, as Sam Sharp)
- 2004 Theme Song (Liquid, as Sandler)
- 2005 Chemistry EP (Liquid, as Sandler)
- 2005 Bling Bling (Oxygen)
- 2005 ERROR (Reset, as Sam Sharp)
- 2005 Adrenaline / Push Off Me (Oxygen, as Purple Haze)
- 2005 A.K.A (Oxygen)
- 2005 S.O.S. (Message In A Bottle) (Whitelabel, as Filterfunk)
- 2005 Hoover:Craft (Reset, as Sam Sharp)
- 2006 Eden / Rush (Oxygen, as Purple Haze)
- 2006 Pumpkin (Oxygen)
- 2007 Grasshopper/ Grass-Hopper (Oxygen)
- 2007 By Any Demand feat MC Pryme (Spinnin)
- 2007 King of My Castle (Sander van Doorn Remix)(Spinnin)
- 2007 Riff (DOORN)
- 2008 The Bass (Nebula/EMI)
- 2008 Apple
- 2008 Sushi
- 2008 Organic (with Marco V)
- 2009 Close My Eyes (with Robbie Williams and Pet Shop Boys) (Nebula)
- 2009 Roundabout (as Sam Sharp)
- 2009 What Say (with Marco V)
- 2009 Bastillion
- 2009 Bliksem (as Purple Haze)
- 2009 Ninety
- 2010 Renegade
- 2010 Daisy
- 2010 Reach Out
- 2010 Hymn 2.0 (as Purple Haze)
- 2010 Daddyrock
- 2010 Season (as Sandler, from 2004)
- 2010 Intro (XX Booty Mix)
- 2011 Love Is Darkness (with Carol Lee)
- 2011 Koko
- 2011 Timezone (as Purple Haze with Frederick)
- 2011 Drink To Get Drunk
- 2011 Who’s Wearing The Cap (Laidback Luke vs. Sander van Doorn)
- 2011 What Did I Do (Kele vs. Sander van Doorn feat. Lucy Taylor)
- 2012 Chasin'
- 2012 Nothing Inside (featuring Mayaeni)
- 2012 Kangaroo
- 2013 Joyenergizer
- 2013 Ten (featuring Mark Knight and Underworld)
- 2013 Into The Light (Sander van Doorn, DubVision Vs. MAKO feat. Mariana Bell)
- 2013 Neon
- 2013 Project T (Dimitri Vegas & Like Mike vs. Sander van Doorn)
- 2014 Right Here, Right Now (Neon)
- 2014 Guitar Track (with Firebeatz)
- 2014 Gold Skies (with Martin Garrix & DVBBS & Alessia)
- 2014 Get Enough
- 2014 THIS (with Oliver Heldens)
- 2015 RAGE (with Firebeatz and Julian Jordan)
- 2015 Phoenix (with R3hab)
- 2015 Ori Tali Ma
- 2015 Oh, Amazing Bass
- 2015 ABC (with Sunnery James & Ryan Marciano)
- 2015 Lost (with Moti)
- 2015 White Rabbit (with Pep & Rash)
- 2016 Cuba Libre
- 2016 Tribal (with Gregor Salto)
- 2016 You’re Not Alone
- 2016 Raise Your Hands On (with Chocolate Puma)
- 2016 The Snake (with Fred Pellichero)
- 2016 WTF (with HI-LO)
- 2017 Just Wont Get Enough (with Noisecontrollers)
- 2017 Need To Be Loved (with LVNDSCAPE)
- 2017 The Rhythm
- 2017 Neiloj (as Purple Haze)
- 2017 Mant Array
- 2017 Contrast (as Purple Haze)
- 2017 Choir 1.0 (as Purple Haze)
- 2017 Riff — SVD X David Tort Remix
- 2018 Light Me Up (as Purple Haze feat. BONUS check)
- 2018 No Words
- 2018 Bergen (as Purple Haze)
- 2018 Call Me (as Purple Haze)

### Ремиксы
- 2004 Code 1 — House Music (SvD Dub)
- 2004 Sander van Doorn — Dark Roast (S.V.D. Remix)
- 2005 Manny Romero — Compadre (S.v.D. Remix)
- 2005 TDR — Squelch (Sander Van Doorn Remix)
- 2005 FilterFunk — S.O.S. (Message In A Bottle) (Sander van Doorn Remix)
- 2006 Armin van Buuren — Control Freak (Sander van Doorn Remix)
- 2006 Mohamed Sehly — Amazing Beat (SVD Without Going Cairo Remix)
- 2006 Tiësto — Dance4Life (Sander Van Doorn Remix)
- 2006 Club Scene Investigators — Direct Dizko (Sander Van Doorn Remix)
- 2006 Technotronic — Pump Up The Jam (Sander Van Doorn Remix)
- 2006 Sander van Doorn — Pumpkin (SvD Remix)
- 2006 Mode Hookers — Breathe (Sander van Doorn Remix)
- 2006 Yello — Oh Yeah (Sander van Doorn Remix)
- 2006 Filterfunk — S.O.S. (Message In A Bottle) [Sander van Doorn Mix]
- 2006 4 Strings — Take Me Avay (Into The Night) (Sander van Doorn pres. Purple Haze Remix)
- 2007 Wamdue Project — King Of My Castle (Sander van Doorn Vocal Mix)
- 2007 Gleave — Come With Me (SVD Stripped Edit)
- 2007 Arctic Monkeys — When The Sun Goes Down (Sander van Doorn Remix)
- 2008 Sia — The Girl You Lost To Cocaine (Sander van Doorn Remix)
- 2008 One Republic — Apologize (Sander van Doorn Bootleg)
- 2009 Sam Sharp — Roundabout (Sander van Doorn Main Mix)
- 2009 The Killers — Spaceman (Sander van Doorn Remix) Part 1
- 2009 The Killers — Spaceman (Sander van Doorn Remix) Part 2
- 2009 Depeche Mode — Peace (Sander van Doorn Remix)
- 2010 Swedish House Mafia Vs. Tinie Tempah — Miami 2 Ibiza (Sander van Doorn Remix)
- 2011 Lady GaGa — Marry the Night (Sander van Doorn Remix)
- 2011 Cybersonik — Technary (SVD Remix)
- 2012 Inpetto — Shhhh! (Sander Van Doorn Edit)
- 2012 Neil Davidge — To Galaxy (Sander van Doorn & Julian Jordan Remix)
- 2016 Moby — Natural Blues (Sander van Doorn Remix)